# Ахроров, Исмоил
Исмоил Ахроров, другой вариант имени — Исмоил (1932 год — 1991 год) — машинист экскаватора строительно-монтажного управления № 8 Министерства мелиорации и водного хозяйства Таджикской ССР, Ходжентский район. Герой Социалистического Труда (1971).
Досрочно выполнил личное социалистическое обязательство и плановые производственные задания Восьмой пятилетки (1966—1970) по мелиорации пахотных земель Ходжентского района. Указом Президиума Верховного Совета СССР от 8 апреля 1971 года удостоен звания Героя Социалистического Труда «за выдающиеся успехи, достигнутые в развитии сельскохозяйственного производства и выполнении пятилетнего плана продажи государству продуктов земледелия и животноводства» с вручением ордена Ленина и золотой медали Серп и Молот.
Скончался в 1991 году. 